# Mitterhorn (Loferer Steinberge)
Das Mitterhorn (auch Hinterhorn oder Großes Hinterhorn genannt) an der Grenze zwischen Tirol und Salzburg ist mit einer Höhe von 2506 m ü. A. die zweithöchste Erhebung der Loferer Steinberge. Es ist der höchste und markanteste Gipfel des vom Wehrgrubenjoch nach Westen abzweigenden Arms der Loferer Steinberge. Von Süden zeigt es sich als fast ebenmäßige Pyramide. Über den Gipfel verläuft der Nuaracher Höhenweg; er ist daher einer der am häufigsten betretenen Gipfel der Loferer Steinberge.

## Anstiege
Es gibt mehrere Anstiege. Der einfachste führt vom Loferer Hochtal über die Schmidt-Zabierow-Hütte auf einem guten markierten Steig zum Gipfel (ca. 4 Stunden). Von der Hütte kann man auch über den Klettersteig „Nackter Hund“ (Schwierigkeit C/D) den Gipfel erreichen. Schließlich ist der Gipfel über den langen Nuaracher Höhenweg von Sankt Ulrich am Pillersee zu erreichen.
Eine weitere Alternative ist der Anstieg vom Lastal (St. Ulrich - Weißleiten). Der technisch wenig anspruchsvolle, aber dennoch Trittsicherheit und Kondition fordernde Weg führt in ca. 5 Stunden zum Gipfel. Der letzte Abschnitt vor dem Gipfel kann optional über den Klettersteig abgekürzt werden.
Der aufgrund der einfachen Anstiegsmöglichkeiten oft bestiegene Berg bietet bei guten Sichtverhältnissen eine sehenswerte Aussicht auf das Pillerseetal, die Kitzbüheler Alpen und die Hohen Tauern bis hin zum Chiemsee in Richtung Bayern.

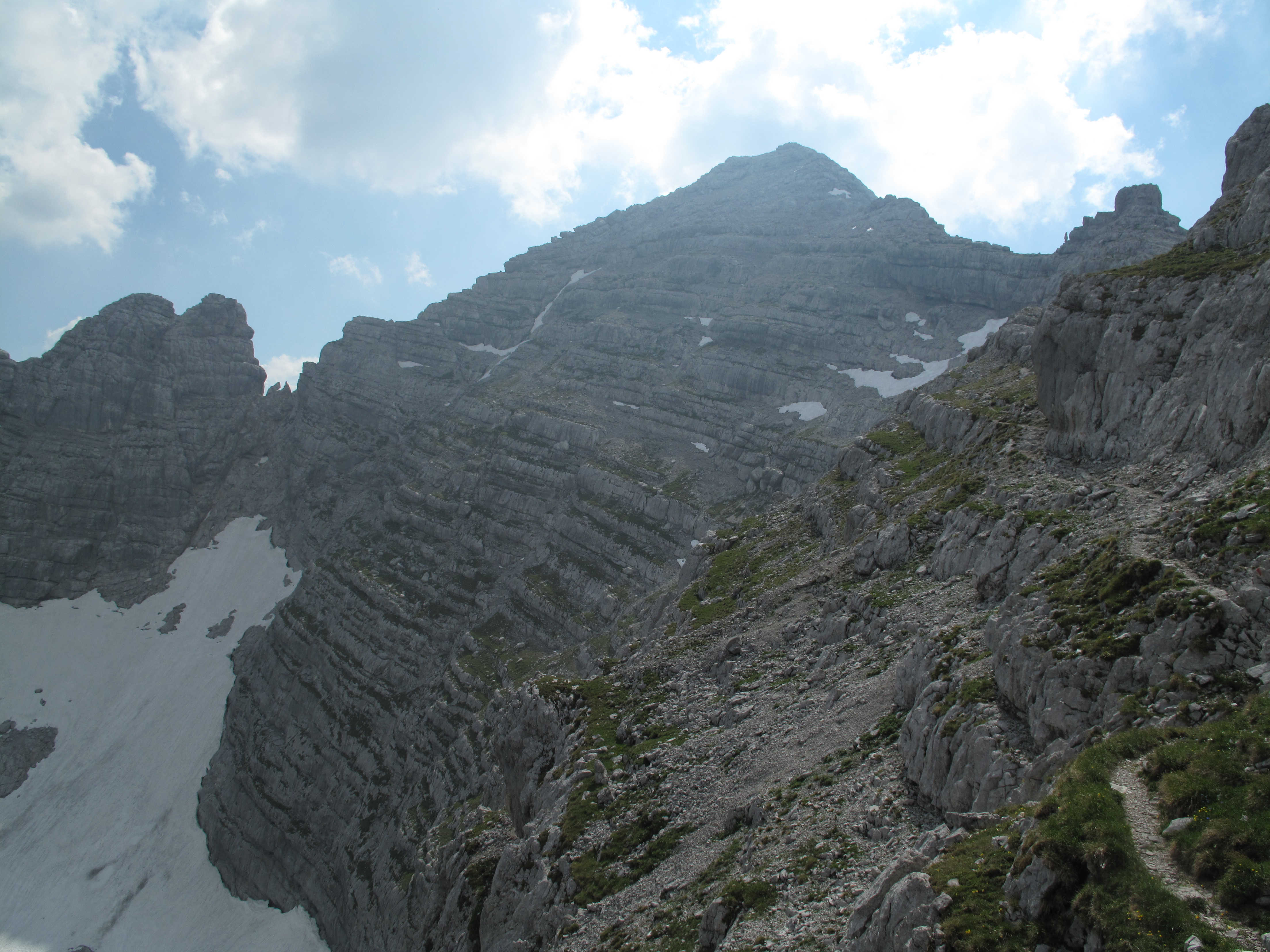
Mitterhorn von Südosten
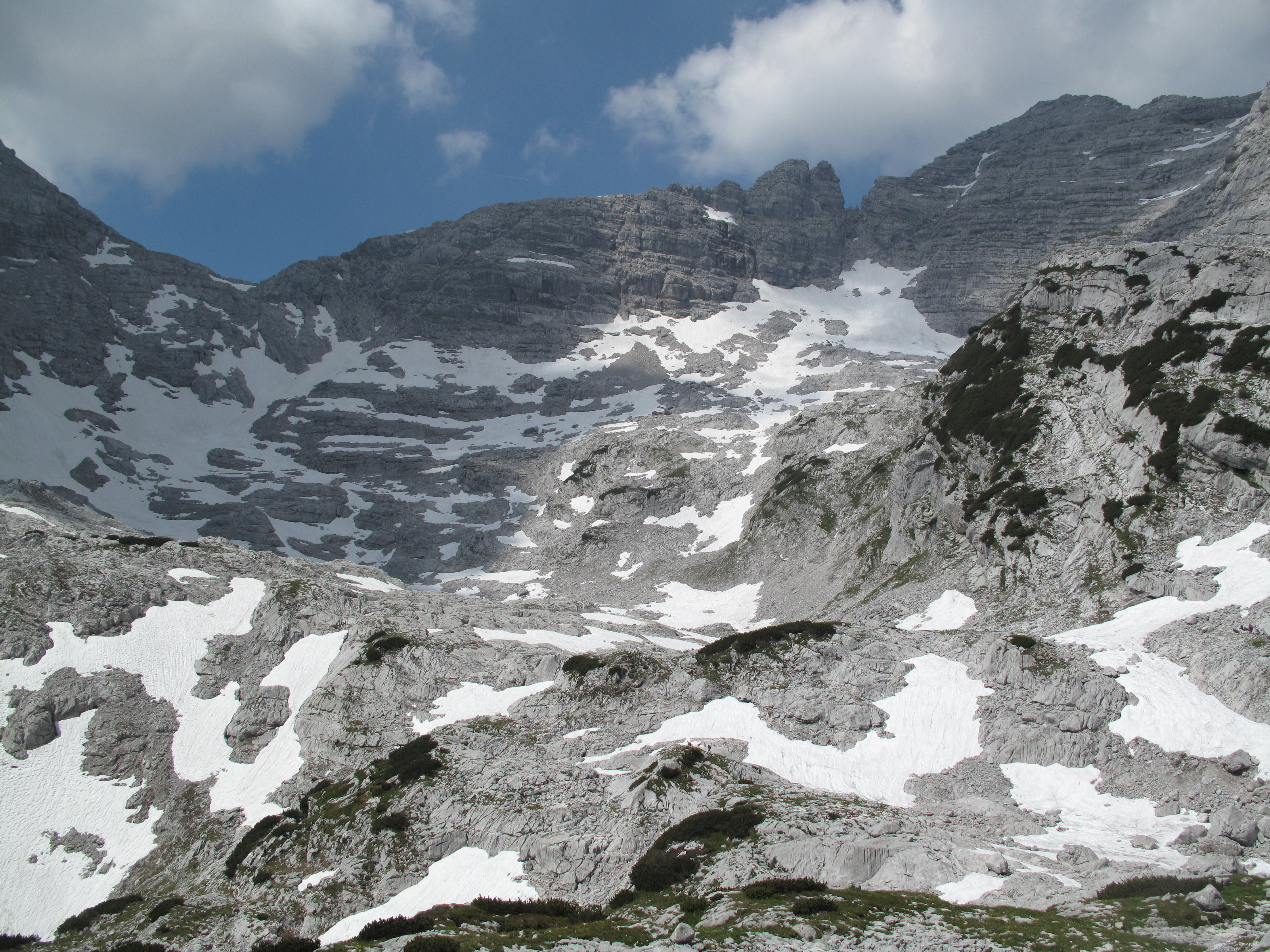
Mitterhorn (rechts) über der Großen Wehrgrube